# اوریس (کمون)
اوریس (به فرانسوی: Aurice) یک کمون در فرانسه است که در canton of Saint-Sever واقع شده‌است. اوریس ۱۷٫۳۱ کیلومتر مربع مساحت دارد ۷۴ متر بالاتر از سطح دریا واقع شده‌است.